# José Duró
Josep Duró Beal (25 de abril de 1933, Hospitalet de Llobregat - 3 de junio de 2016 Barcelona, España) fue un jugador de fútbol español. Jugó en ocho clubes de futbol entre los que se destacan el Fútbol Club Barcelona, el Condal y el Racing de Santander. Su primer partido fue contra el Sporting de Gijón el 31 de enero de 1954.
En el FC Barcelona, se mantuvo durante cinco temporadas, en las que jugó 21 partidos de los cuales 17 fueron no oficiales y 4 fueron oficiales. Su mejor temporada fue la de 1953-1954 en la cual anoto 3 goles y registro 360 minutos jugados en cuatro partidos. Durante todas las temporadas no registro ninguna tarjeta amarilla ni tarjeta roja.

## Equipos[2]
| Año       | Club                                   |
| --------- | -------------------------------------- |
| 1951-1952 | Fútbol Club Barcelona                  |
| 1952-1953 | Real Murcia                            |
| 1953-1954 | Fútbol Club Barcelona                  |
| 1954-1955 | Real Oviedo                            |
| 1955-1956 | Agrupación Deportiva Ceuta Fútbol Club |
| 1956-1957 | Club Deportivo Condal                  |
| 1957-1961 | Racing de Santander                    |
| 1961-1967 | Club Esportiu Europa                   |
| 1967-1968 | Unió Esportiva de Sants                |
| 1968-1969 | Club Esportiu Europa                   |